# Gualaceo
Gualaceo – miasto w Ekwadorze, w prowincji Azuay, stolica kantonu Gualaceo.
Przez miasto przebiega droga krajowa E594.

## Baza hotelowa
- Hotel Molina[1].